# San Clemente de Amer
Sant Clemente de Amer es una vecindad del municipio de Amer, en la comarca de la Selva, provincia de Gerona, en Cataluña.

## Ubicación
El pueblo se sitúa al este del término municipal, al margen del Torrent del Rajoler, afluente por la izquierda del río Brugent.

## Historia
La población se extiende de forma dispersa, con la antigua iglesia parroquial de Sant Climent como referencia. Del Paleolítico hay varios yacimientos arqueológicos en Sant Roc (Balma de la chimenea, cementerio de moros, la olla grande...). En cuanto al neolítico y mesolítico cabe destacar "El Cau Negre" y varios hallazgos puntuales de hachas pulidas de piedra, así como también algún dolmen y menhir muy arrasados.
En cuanto a época ibérica y romana Hay varios hallazgos de monedas hechas por Josep Vilalta de Amer, junto con Francisco (Xicu) Caparrós y la familia Climent de Anglès a finales del siglo XX. San Clemente de Amer perdió población hasta ser casi despoblado. La tendencia se invirtió con la llegada de gente de fuera que decidió instalarse en ella y actualmente se encuentra habitado.
Las primeras noticias que se tienen de San Clemente de Amer son del año 823, cuando tuvo lugar una batalla entre las tropas de Carlomagno, encabezadas por el noble Galcerán de Cartellà contra los musulmanes la cual vencieron los catalanes, y en aquel sitio construyeron las capillas de San Clemente y de San Cornelio de Amer.
Las siguientes referencias históricas datan del año 993 cuando el conde Ramón Borrell hace donación al monasterio de Amer de diversas fincas de la zona de Sant Climent d'Amer. La iglesia parroquial, probablemente del siglo XVII, fue lugar real y está dedicada al papa Clemente I.